# Forsikringspræmie
Forsikringspræmien er den mellem forsikringsselskabet og den sikrede (kunden) aftalte årlige pris. Præmien omfatter overførsel af de i policen oplistede forhold risici fra kunden til forsikringsselskabet (eks. risikoen for brand). Præmien kan være baseret på en fast årlig pris eller være regulérbar i forhold til et index eller nøgletal, eks. kundens årlige omsætning. For virksomheder er forsikringspræmier en fradragsberettiget driftsudgift. Forsikringens pris er ikke endeligt givet ved forsikringspræmien, idet der kan tilkomme afgifter (stempeludgift til staten) og rådgiverhonorarer (ved anvendelse af forsikringsmægler).
Er der tale om livsforsikring, beregnes præmien ud fra f.eks. forsikredes alder, køn og beskæftigelse, og præmien dækker risiciene for at forsikrede dør, bliver invalid eller er i live på et givent tidspunkt.
| Økonomi | Spire Denne artikel om økonomi er en spire som bør udbygges. Du er velkommen til at hjælpe Wikipedia ved at udvide den. |